# Guido Kings

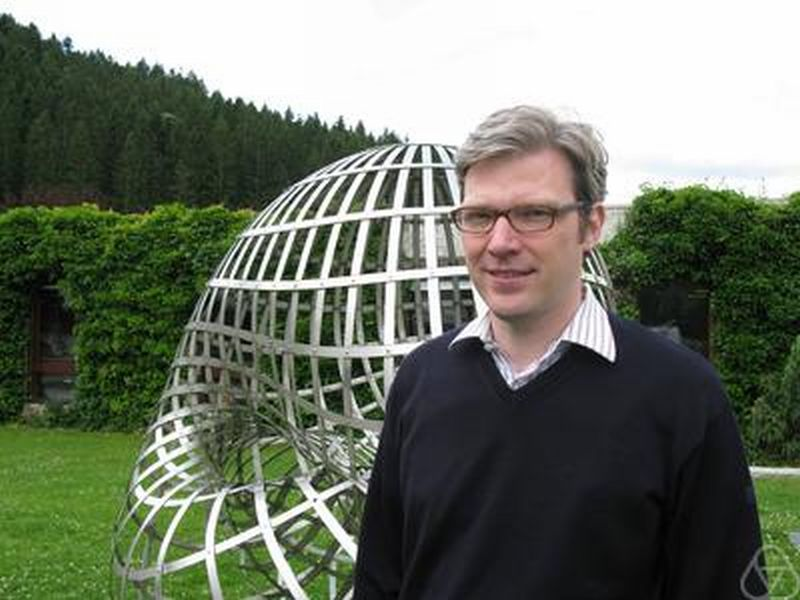
Guido Kings, Oberwolfach 2009

Guido Kings (* 7. August 1965 in Köln) ist ein deutscher Mathematiker an der Universität Regensburg.

## Leben und Leistungen
Kings studierte ab 1984 Mathematik an der Universität Bonn mit Diplom 1989. Danach war er wissenschaftlicher Mitarbeiter an der Universität Münster, an der er 1994 bei Christopher Deninger promoviert wurde (Higher regulators, Hilbert-Blumenthal surfaces and special values of L-functions). Danach war er Assistent in Münster, wo er sich 2000 habilitierte.
2001 hatte er eine Forschungsprofessur am Max-Planck-Institut für Mathematik in Bonn und im selben Jahr wurde er Professor an der Universität Regensburg. 2003 bis 2005 war er Dekan der mathematischen Fakultät.
Er war Gastwissenschaftler in Princeton, Oxford und Paris.
Er war Sprecher der von 2005 bis 2011 geförderten DFG-Forschergruppe Algebraic Cycles and L-Functions. 2002 war er  Invited Speaker auf dem ICM in Peking (Equivariant Bloch-Kato conjecture and non-abelian Iwasawa Main Conjecture, mit Annette Huber-Klawitter). Er ist Fellow der American Mathematical Society. Seit 2013 ist er Sprecher des Sonderforschungsbereichs "Höhere Invarianten – Wechselwirkungen zwischen Arithmetischer Geometrie und Globaler Analysis".
Mit Annette Huber-Klawitter erhielt er 1999 den Nachwuchspreis der Gesellschaft zur Förderung der Westfälischen Wilhelms-Universität Münster.